# Керль, Иоганн Каспар
Иоганн Каспар Керль (нем. Johann Caspar von Kerll; 9 апреля 1627 — 13 февраля 1693, Мюнхен) — немецкий композитор, органист.

## Биография
Иоганн Каспар Керль родился в семье органиста Каспара Керля. Достоверных сведений о нём сохранилось мало: музыке он, по-видимому, начал обучаться под руководством отца; позже учился в Вене, а приблизительно в 1645—1649 годах — в Риме, у Джакомо Кариссими и, вероятно, у Джироламо Фрескобальди. Пользовался славой выдающегося органиста. Из его духовных сочинений, благородных по стилю и своеобразных по музыке, известны мотеты, прелюдии для органа, мессы, токкаты и пр.
Предположительно с 1656 по 1674 год Керль возглавлял придворную капеллу и оперу в Мюнхене; во всяком случае, первый оперный театр в столице Баварии открылся в 1657 году его оперой «Оронта».